# Гармен (Західна Вірджинія)
Гармен (англ. Harman) — місто (англ. town) в США, в окрузі Рендолф штату Західна Вірджинія. Населення — 95 осіб (2020).

## Географія
Гармен розташований за координатами 38°55′16″ пн. ш. 79°31′28″ зх. д. / 38.92111° пн. ш. 79.52444° зх. д. (38.921069, -79.524552).  За даними Бюро перепису населення США в 2010 році місто мало площу 0,84 км², уся площа — суходіл.

## Демографія
Згідно з переписом 2010 року, у місті мешкали 143 особи в 64 домогосподарствах у складі 37 родин. Густота населення становила 171 особа/км².  Було 91 помешкання (109/км²).
Расовий склад населення:
| - 100,0 % — білих |

До двох чи більше рас належало 0,0 %. Частка іспаномовних становила 0,0 % від усіх жителів.
За віковим діапазоном населення розподілялося таким чином: 21,0 % — особи молодші 18 років, 65,7 % — особи у віці 18—64 років, 13,3 % — особи у віці 65 років та старші. Медіана віку мешканця становила 43,4 року. На 100 осіб жіночої статі у місті припадало 83,3 чоловіків;  на 100 жінок у віці від 18 років та старших — 82,3 чоловіків також старших 18 років.
Середній дохід на одне домашнє господарство  становив 33 561 долар США (медіана — 28 750), а середній дохід на одну сім'ю — 32 493 долари (медіана — 29 375). За межею бідності перебувало 34,0 % осіб, у тому числі 40,7 % дітей у віці до 18 років та 28,6 % осіб у віці 65 років та старших.
Цивільне працевлаштоване населення становило 38 осіб. Основні галузі зайнятості: мистецтво, розваги та відпочинок — 23,7 %, освіта, охорона здоров'я та соціальна допомога — 18,4 %, будівництво — 13,2 %, роздрібна торгівля — 10,5 %.